# 1957年共产党和工人党国际会议
共产党和工人党国际会议于1957年11月16日至19日在苏联莫斯科召开，全世界共64国的共产党和工人党参与了此次会议。此次会议是共产国际和共产党和工人党情报局解散后首次类似活动。会议前举办了庆祝十月革命四十周年庆祝活动。会议通过了《社会主义国家共产党和工人党莫斯科会议宣言》，简称《莫斯科宣言》。出于对本国反共意识的担忧，包括美国共产党在内的四个共产党秘密出席了本次会议。
1957年11月14-16日，社会主义国家共产党和工人党代表会议召开，12个执政共产党签署联合宣言。16-19日，64国共产党和工人党国际会议召开，通过《和平宣言》。

## 背景
在1956年苏联共产党第二十次代表大会上，苏共中央第一书记尼基塔·赫鲁晓夫发表秘密报告，全面否定前任领导人约瑟夫·斯大林，引发国际共产主义运动的震荡。随之而来的波兹南事件和匈牙利十月事件进一步造成国际共运陷入混乱和分裂中。在共同应对国际共运的动荡中，中苏两党都认为有必要召开一次共产党代表会议，将国际共运重新团结起来。

## 筹备
1957年1月29日，正在南斯拉夫访问的中共中央政治局委员彭真受国务院总理周恩来委托，代表中共中央向南斯拉夫共产主义者联盟领导人约瑟普·铁托提出由中共和南共共同发起召开世界各国共产党代表会议，讨论和协调各国党活动的问题。然而，铁托不赞成召开这样的会议，只同意召开双边或多边的会谈。中共中央因此建议由苏共中央出面提议开会，并建议延迟会议的召开时间。苏共中央决定趁十月革命四十周年纪念日各国党访苏的时机召开国际会议。

## 会谈内容
11月18日，中国共产党主席毛泽东认为核战争并不可怕，“我和一位外国政治家辩论过这个问题。他认为如果打原子战争，人会死绝的。我说，极而言之，死掉一半人，还有一半人，帝国主义打平了，全世界社会主义化了，再过多少年，又会有二十七亿，一定还要多。”毛的说法引发各方震动和捷克斯洛伐克共产党第一书记安东宁·诺沃提尼的恐慌。
此外，毛泽东还提及苏共党内斗争，既“反党集团”事件，引发苏联代表的不快。

针对南斯拉夫问题，中国共产党成功使苏联共产党在宣言中对南斯拉夫修正主义采取更强硬的态度，这一立场得到莫里斯·多列士和米哈伊尔·安德烈耶维奇·苏斯洛夫的支持。铁托则以“腰痛”的借口缺席十月革命纪念仪式，这使赫鲁晓夫企图使毛泽东和铁托（分别代表日益分裂的国际共产主义运动两个对立的极端）会面以显示团结的想法落空。

## 代表团

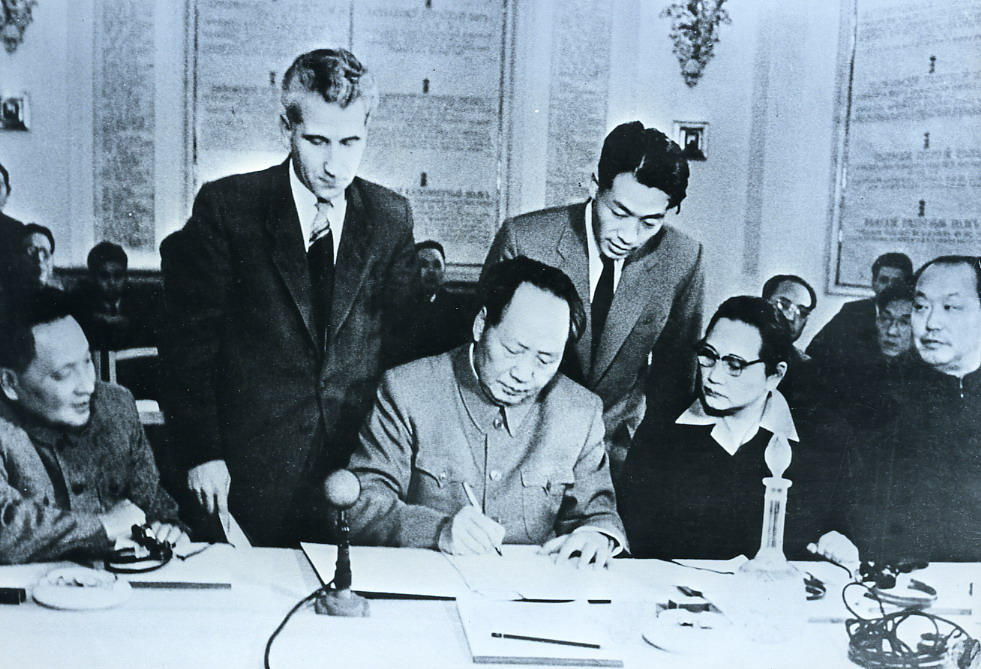
毛泽东、邓小平、宋庆龄在苏联莫斯科

### 出席代表会议和国际会议
- 阿尔巴尼亚劳动党：霍查
- 保加利亚共产党：日夫科夫
- 捷克斯洛伐克共产党：安东宁·诺沃提尼
- 德国统一社会党：瓦尔特·乌布利希、奥托·格罗提渥
- 匈牙利社会主义工人党：卡达尔·亚诺什
- 朝鲜劳动党：金日成
- 中国共产党：毛泽东、宋庆龄出席。
  - 其他成员包括:邓小平、彭德怀、李先念、乌兰夫、陆定一、陈伯达、郭沫若、沈雁冰、杨尚昆、胡乔木。
- 蒙古人民革命党：达希·丹巴、尤睦佳·泽登巴尔
- 波兰统一工人党：哥穆尔卡
- 罗马尼亚共产党：格奥尔基·乔治乌-德治、齐奥塞斯库，格雷戈里·普雷奥蒂亚萨在前往莫斯科的路上遇空难死亡
- 苏联共产党：赫鲁晓夫
- 越南劳动党：胡志明、黎笋、范雄

### 只出席国际会议
- 阿尔及利亚共产党[10]
- 阿根廷共产党：维多里奥·科多维拉[11]
- 澳大利亚共产党[10]
- 奥地利共产党[10]
- 比利时共产党[10]
- 玻利维亚共产党[10]
- 巴西共产党[10]
- 加拿大劳工—进步党[10]
- 锡兰共产党[10]
- 智利共产党[10]
- 哥伦比亚共产党[10]
- 哥斯达黎加人民先锋党[10]
- 古巴人民社会党[12]
- 丹麦共产党：阿克塞尔·拉森.[11][13]
- 多米尼加人民社会党[14]
- 厄瓜多尔共产党[10]
- 芬兰共产党：维莱·佩西[11]
- 法国共产党：莫里斯·多列士[8][10]
- 德国共产党[10]
- 大不列颠共产党：哈里·波立特[11]
- 希腊共产党[10]
- 危地马拉劳动党[15]
- 洪都拉斯共产党[10]
- 印度共产党[10]
- 印尼共产党：苏迪斯曼[16]
- 伊拉克共产党[10]
- 以色列共产党：摩西·斯内，陶菲克·托比[17]
- 意大利共产党：帕尔米罗·陶里亚蒂[18][10]
- 日本共产党：志贺义雄，蔵原惟人[10][19]
- 约旦共产党[10]
- 卢森堡共产党[10]
- 马来亚共产党[20][21][22]
- 墨西哥共产党[10]
- 摩洛哥共产党[10]
- 荷兰共产党：保罗·德·格鲁特[11]
- 新西兰共产党[23][24]
- 挪威共产党[10]
- 巴拿马人民党[10]
- 巴拉圭共产党[10]
- 秘鲁共产党[10]
- 葡萄牙共产党[10]
- 圣马力诺共产党[10]
- 西班牙共产党[10]
- 瑞典共产党：希尔丁·哈格伯格[11]
- 瑞士劳动党[10]
- 叙利亚-黎巴嫩共产党[20][25]
- 泰国共产党[10]
- 突尼斯共产党[10]
- 土耳其共产党[10]
- 乌拉圭共产党[10]
- 委内瑞拉共产党[10]
- 南斯拉夫共产主义者联盟：爱德华·卡德尔，亚历山大·兰科维奇[26]

随着约翰·盖茨从美国共产党离开，美国共产党随即支持1957年《莫斯科宣言》。

## 拉丁美洲会议
莫斯科会议期间,拉丁美洲共产党人举行了一场平行的会议。会议成立了一个负责拉丁美洲事务的特别委员会。智利共产党的人民阵线政策是基于本次会议的意见而制定的。